# Thismia taiwanensis
Thismia taiwanensis är en enhjärtbladig växtart som beskrevs av Sheng Z.Yang, R.M.K.Saunders och C.J.Hsu. Thismia taiwanensis ingår i släktet Thismia och familjen Burmanniaceae. Inga underarter finns listade i Catalogue of Life.